# Granjon (Schriftart)

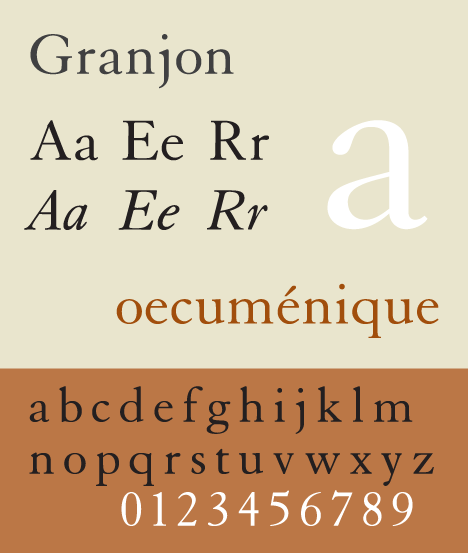
Specimen der Granjon

Granjon ist eine Serifenschrift im Stil der Französischen Renaissanceantiqua, die 1924 von George W. Jones für die britische Niederlassung der Firma Linotype entworfen wurde. Der Entwurf des Roman-Schnitts geht auf Claude Garamond zurück, der Kursivschnitt basiert auf einer Schrift des Garamond-Schülers Robert Granjon.

## Geschichte
Die Entstehung der Granjon ist dem Boom an Garamond-Schriften im ersten Viertel des 20. Jahrhunderts geschuldet. Ausgelöst worden war dieser Boom vor allem durch die Garamond von ATF. Eine Auswirkung war, dass jede größere Schriftgießerei bestrebt war, eine eigene Garamond im Angebot zu haben. Die britische Linotype hatte den in London lebenden Drucker George W. Jones damit beauftragt, die Qualität des Linotype-Schriftenangebots durch die Entwicklung von Neuauflagen bedeutender Schriftentwürfe aus der Vergangenheit zu verbessern. In der britischen Fachpresse wurde die Granjon Old Face erstmals im Dezember 1924 vorgestellt. Beim Entwurf der Schrift hatte sich Jones auf Buchvorlagen der Pariser Drucker Jacques Dupuys und Jean Poupy gestützt, die – so die ermittelten Angaben – aus dem Jahr 1582 stammten. Während es sich bei dem Normalschnitt um eine echte Garamond handelte, verwendete Jones für die Kursive eine Schrift des französischen Stempelschneiders Robert Granjon (1513–1589). Den Bold-Schnitt erstellte der Linotype-Typograf Chauncey H. Griffith.
Die Granjon war in der Ära der Metalllettern sehr beliebt. Beatrice Warde, Redakteurin der Monotype-Publikation Monotype Recorder und in der Welt der klassischen Satzschriften eine einflussreiche Stimme, attestierte der Granjon in ihrer unter dem Pseudonym Paul Beaujon verfassten Abhandlung The „Garamond“ Types eine besondere Originaltreue. Anders als die meisten anderen US-amerikanischen Garamonds basiere sie nicht auf Schriften, die in Wirklichkeit Jean Jannon zuzuschreiben waren, sondern auf einer echten Garamond-Originalschrift. Zu der Namensgebung bemerkte Warde: „Es scheint, dass Garamonds Name, nachdem er so lange für Schriften verwendet wurde, das er nie geschnitten hat, nun mit strenger Gerechtigkeit von einer Schrift nicht im Namen getragen wird, die zweifellos von ihm stammt.“

## Eigenheiten und Verbreitung
Im weiteren Sinn ist die Granjon der Französischen Renaissanceantiqua zuzurechnen – genauer: jener Gruppe von Original-Buchsatzschriften, die in der ersten Hälfte des 16. Jahrhunderts entstanden. Im engeren Sinn wird sie den Garamond-Schriften zugerechnet. Die Schriften-Archivseite Fonts in Use führt als ähnliche, vergleichbare Schriften die Sabon, die ITC Galliard sowie die Gruppenbezeichnung Garamond auf. Die Erscheinungsdaten variieren: Während einige Publikationen das Jahr 1924 ansetzen, führen MyFonts und Fonts in Use das Jahr 1928 an. Der Bold-Schnitt datiert auf das Jahr 1930.
In der Computersatz-Ära ist die Bedeutung der Granjon etwas zurückgetreten – unter anderem aufgrund der weitverbreiteten Präsenz von Adobe-Buchsatzschriften wie der Minion und der Adobe Garamond. Als Satzschrift-Klassiker ist sie präsent in den Schriftbibliotheken von Linotype und Adobe.